# Селе (река, впадает в Тирренское море)
Селе (итал. Sele) — река в южной Италии.
Длина 64 км, площадь бассейна 3223 км², расходы воды около устья 69 м²/с. Течёт по территории области Кампания (провинции Авеллино и Салерно). Исток в Неаполитанских Апеннинах, на горе Пафлагоне (итал. Paflagone), около горы Червиальто. Высота истока — 420 м над уровнем моря. Впадает в Салернский залив к северу от древнего города Пестум (совр. Песто).
Главные притоки — Танагро и Калоре-Лукано.
В древности называлась Силар (лат. Silarus). В 71 году до н. э. около реки Марк Лициний Красс разбил армию Спартака. А еще раньше, в 212 году до н.э. в ходе Второй Пунической войны на реке произошла Битва при Силарусе, закончившаяся решительной победой карфагенян.